# Hyllisia quadricollis
Hyllisia quadricollis là một loài bọ cánh cứng trong họ Cerambycidae.